# 文廉
文廉（1810年—1870年11月24日），字潔溪，齊里特氏，正藍旗蒙古文元佐領下人，道光十五年繙譯進士。

## 履歷
- 道光十二年（1832年），由繙譯生員中式道光壬辰科鄉試舉人。
- 道光十五年（1835年），乙未科會試中式繙譯進士，經吏部帶領引見奉旨以主事用。
- 道光十六年（1836年），補授理藩院柔遠司主事。
- 道光十七年（1837年），充國史館總纂修官。
- 道光二十年（1840年），充則例館總勘官。
- 道光二十三年（1843年）三月，題陞徠遠司員外郎。
- 道光二十四年（1844年）三月，稽查咸安宮蒙古學務，五月掌督催所關防。
- 道光二十五年（1845年）三月，掌徠遠司印，九月調掌柔遠司印。
- 道光二十六年（1846年），京察一等奉旨准其一等加一級，二月調掌王會司印，四月調掌典屬司印，十月承辦滿檔房事務。
- 道光二十九年（1849年），京察一等奉旨交軍機處記名以道府用，六月欽命考取蒙古繙譯童生閱卷官。
- 道光三十年（1850年），三月充實錄館蒙古纂修官，五月十二日題陞郎中，是日奉旨補授浙江衢州府知府。
- 咸豐元年（1851年），正月奉旨調補陝西同州府知府[2]。
- 咸豐二年（1852年），三月捐輸軍餉奉旨賞加道銜。
- 咸豐三年（1853年），七月丁母憂回旗守制。
- 咸豐四年（1854年），六月二十二日由本旗帶領引見奉旨回原衙門當差，是月二十七日奉旨署直隸宣化府知府。
- 咸豐五年（1855年），六月經前督桂良調署保定府知府，十二月二十七箇月服滿。
- 咸豐六年（1856年），三月二十五日奉旨文廉准其實授保定府知府，是年永定河河工勸捐出力並捐輸經費經前督桂良保奏奉旨賞戴花翎
- 咸豐八年（1858年），六月在任聞訃丁父憂八月請咨回旗，九月二十日百日孝滿，十月由本旗帶領引見奉旨回原衙門行走，二十九日由吏部帶領引見分別內外用奉旨以外用。
- 咸豐九年（1859年），四月經管理理藩院事務肅順等派掌典屬司印充俄羅斯館監督，九月派承辦滿檔房事務是月經直隸總督恆福奏直隸辦理軍需報銷出力，奉上諭俟服闕後以道員留於直隸歸候補班前先用。
- 咸豐十年（1860年），二月經吏部議改俟補知府後以道員歸候補班前先用，十一月十七日經恭親王奕訢奏請懇恩獎勵，二十一日奉上諭知府文廉著免補本班發往直隸以道員歸候補班前先用並賞加鹽運使銜。
- 同治四年（1865年），加布政使銜。
- 同治五年（1866年），浙江甯紹台道。
- 同治九年（1870年）閏十月初二日（11月24日），患中風病症病故。[3][4][5]

## 家庭
- 妻博什克氏。其父正蓝旗蒙古、乾隆六十年（1795年）乙卯恩科进士多山；胞兄格嵩額，妻他塔喇氏（父镶红旗满洲、道光丁酉科舉人長啟，祖父莊毅公裕泰；胞姊他塔喇氏嫁光緒丙子科進士、正藍旗宗室會章），其女齊禮特氏嫁光緒庚寅進士镶蓝旗宗室載昌（先祖恭勤貝勒弘明 (貝勒)）。
- 女齐礼特氏，嫁正蓝旗宗室孚会（养父道光十八年（1838年）戊戌科进士宗室灵桂）。